# Radquer Steinmaur
De Radquer Steinmaur is een wedstrijd in het veldrijden gehouden in het Zwitserse Steinmaur. Normaal wordt de wedstrijd jaarlijks gehouden, maar door het Zwitsers kampioenschap veldrijden in het seizoen 2012/2013 en 2006/2007 op het parcours verreden werd stond er in 2006 en 2012 geen losse cross op het programma.

## Erelijst

### Mannen
| Datum | Klassement | Cat. | Winnaar             | Tweede              | Derde                 |
| ----- | ---------- | ---- | ------------------- | ------------------- | --------------------- |
| 2024  |            | C2   | Lander Loockx       | Dario Lillo         | Loris Rouiller        |
| 2023  |            | C2   | Kevin Kuhn          | Lander Loockx       | Dario Lillo           |
| 2022  |            | C2   | Kevin Kuhn          | Anton Ferdinande    | Finn Treudler         |
| 2021  |            |      | niet gehouden       | niet gehouden       | niet gehouden         |
| 2020  |            | C2   | Kevin Kuhn          | Loris Rouiller      | Dieter Vanthourenhout |
| 2019  |            | C2   | Loris Rouiller      | Simon Zahner        | Timon Rüegg           |
| 2018  |            | C2   | Sascha Weber        | Simon Zahner        | Thomas Joseph         |
| 2017  |            |      | niet gehouden       | niet gehouden       | niet gehouden         |
| 2016  |            | C1   | Marcel Wildhaber    | Simon Zahner        | Nicola Rohrbach       |
| 2015  |            | C2   | Clément Venturini   | Simon Zahner        | Martin Haring         |
| 2014  |            | C2   | Francis Mourey      | Bryan Falaschi      | Simon Zahner          |
| 2013  |            | C2   | Francis Mourey      | Thijs Al            | Simon Zahner          |
| 2012  |            |      | niet gehouden       | niet gehouden       | niet gehouden         |
| 2011  |            | C2   | Marcel Wildhaber    | Vladimir Kyzivat    | Simon Zahner          |
| 2010  |            | C2   | Marcel Wildhaber    | Vladimir Kyzivat    | Pirmin Lang           |
| 2009  |            | C2   | Tom Van Den Bosch   | Jan Soetens         | Tijmen Eising         |
| 2008  |            | C2   | Thomas Frischknecht | Lukas Flückiger     | Jürg Graf             |
| 2007  |            |      | Francis Mourey      | Simon Zahner        | Jonathan Page         |
| 2006  |            |      | niet gehouden       | niet gehouden       | niet gehouden         |
| 2005  |            |      | Francis Mourey      | Thomas Frischknecht | Christian Heule       |
| 2004  |            |      | Bart Aernouts       | Thomas Frischknecht | Maarten Nijland       |
| 2003  |            |      | Klaas Vantornout    | Thomas Frischknecht | Bjorn Rondelez        |
| 2002  |            |      | Richard Groenendaal | Bjorn Rondelez      | Jan Ramsauer          |
| 2001  |            |      | Jiří Pospíšil       | Francis Mourey      | Beat Wabel            |
| 2000  |            |      | Mario De Clercq     | Richard Groenendaal | Jiří Pospíšil         |
| 1999  |            |      | Wim de Vos          | Dieter Runkel       | Beat Wabel            |
| 1998  |            |      | Beat Wabel          | Dieter Runkel       | Christian Heule       |
| 1997  |            |      | Richard Groenendaal | Paul Herijgers      | Adrie van der Poel    |
| 1996  |            |      | Richard Groenendaal | Paul Herijgers      | Peter Willemsens      |
| 1995  |            |      | Paul Herijgers      |                     |                       |
| 1994  |            |      | Paul Herijgers      |                     |                       |
| 1993  |            |      | Paul Herijgers      |                     |                       |
| 1992  |            |      | Beat Wabel          |                     |                       |
| 1991  |            |      | Beat Wabel          |                     |                       |
| 1990  |            |      | Radomír Šimůnek     |                     |                       |
| 1989  |            |      | Beat Breu           |                     |                       |
| 1988  |            |      | Paul Herijgers      |                     |                       |
| 1987  |            |      | Wim Lambrechts      |                     |                       |
| 1986  |            |      | niet gehouden       | niet gehouden       | niet gehouden         |
| 1985  |            |      | Danny De Bie        |                     |                       |
| 1984  |            |      | Miloš Fišera        |                     |                       |
| 1983  |            |      | Roland Liboton      |                     |                       |